# Jun Miyake
Jun Miyake (jap. 三宅純 Miyake Jun; ur. 1958) – japoński kompozytor i trębacz. Znany m.in. z utworów z płyty "Stolen from Strangers", wykorzystanych w filmie Pina (poświęconym niemieckiej tancerce i choreografce Pinie Bausch), który został nominowany do Oskara.